# Cynomys gunnisoni
Cynomys gunnisoni — один із п'яти видів лугових собак, які передусім споріднені з північноамериканським і євразійським ховрахам. Лугові собачки Ганнісона в основному поширені в регіоні Чотири кути Сполучених Штатів.

## Морфологічна характеристика
Лугова собачка Ганнісона є найменшим видом лугових собачок і досягає довжини голови та тулуба приблизно від 30,9 до 33,8 сантиметрів, а хвіст – від 46 до 61 міліметра. Вага становить від 460 до 1300 грамів, причому самці важать приблизно в 1,3 рази більше, ніж самиці, коли вони впадають у сплячку. Тварини мають блідо-жовтий або пісочний колір спини з деякими чорними частинами без помітних відмітин або плям. Черево від білого до кремового кольору і повільно переходить у більш темний колір спини з боків. Колір голови відповідає спині, але часто від світло-кремового до білого. Між очима та боками області морди часто є нечітка чорна пляма. Хвіст має світло-піщаний або білий кінчик.

## Спосіб життя
Лугова собачка Ганнісона активна вдень і живе передусім у відкритих долинах і степових районах на великих висотах аж до чагарникових степів басейнових регіонів, для яких характерні сосна та ялівець.
Тварини травоїдні, і, як і інші ховрахи, їх раціон складається в основному з різних частин рослин, таких як трави, осока, листя та насіння рослин. Комахи та іншу тваринну їжу споживають дуже рідко. Тварини не запасаються їжею. Як і інші ховрахи, живуть на землі та в підземних норах. Вони впадають в сплячку, яка може тривати до п'яти місяців, зазвичай з жовтня по лютий, і проводять цей час у своїх норах, які мають глибину від 2 до 3 метрів і довжину в середньому близько 13 метрів. Вони часто мають від трьох до чотирьох входів і виходів, але також може бути до шести входів. Лугові собачки дуже соціальні й живуть колоніями, які в основному складаються зі статевозрілого самця, однієї або кількох самиць і молодих тварин останніх двох років. Території сусідніх колоній зазвичай лише незначно перекриваються. Самиці в основному філопатричні й залишаються в колоніях, в яких вони народилися; тому самиці в колонії тісно пов'язані. Самці зазвичай залишають нору на другому році життя. Тварини підтримують тісний фізичний контакт один з одним, вони вітають один одного, потираючись щоками і відчуваючи запахи один одного в області анального отвору і пахучих залоз, а також вони граються один з одним. Існують також конфлікти за територію між дорослими сусідніми колоніями, які вирішуються короткими бійками та погрозливими жестами. Під час загрози тварини видають специфічні сигнали тривоги, в яких вони також можуть висловити характер небезпеки.
Шлюбний сезон тварин зазвичай починається через кілька днів після пробудження самиць навесні та змінюється залежно від висоти та погоди. Самиці мають потомство лише раз на рік, і молоді тварини народжуються в підземному гнізді після періоду вагітності приблизно від 28 до 30 днів. Послід складається в середньому з чотирьох-п'яти і максимум до семи молодих тварин. Дуже часто послід складається з нащадків від кількох батьків; частка батьківства становить близько 80 відсотків. Молодняк покидає нору вперше через 5–6,5 тижнів, а через два-три тижні їх відлучають. Самиці досягають статевої зрілості наступного року, тоді як самці іноді спаровуються однорічними, але зазвичай відкладають це до другого року життя.